# Владимир Щейнгейл
Владѝмир Ива̀нович Щѐйнгейл (на руски: Владимир Иванович Ште́йнгейль) е руски общественик, офицер (подполковник), революционер и писател.
Роден е на 13 април 1783 година в Обвинск, Пермско наместничество, в семейството на германски благородник на руска държавна служба. През 1792 година е изпратен да учи в Морския кадетски корпус, а през 1802 – 1810 година служи във флота, главно в Сибир. През 1812 – 1814 година участва в Наполеоновите войни, а през 1814 – 1817 година е на ръководен пост в администрацията на Москва и участва активно във възстановяването на опожарения през последната война град. През следващите години е автор на различни проекти за обществени реформи и участва в движението на декабристите, за което лежи в затвора и прекарва дълги години в каторга и заточение в Сибир.
Владимир Щейнгейл умира на 20 септември 1862 година в Санкт Петербург.